# Deiniol
 (signalé en juin 2025).
Si vous disposez d'ouvrages ou d'articles de référence ou si vous connaissez des sites web de qualité traitant du thème abordé ici, merci de compléter l'article en donnant les références utiles à sa vérifiabilité et en les liant à la section « Notes et références ».
- Archive Wikiwix
- Bing
- Cairn
- DuckDuckGo
- E. Universalis
- Gallica
- Google
- G. Books
- G. News
- G. Scholar
- Persée
- Qwant
- (zh) Baidu
- (ru) Yandex
- (wd) trouver des œuvres sur Wikidata

Deiniol est la forme galloise du prénom biblique Daniel.

## Saints
- Daniel de Bangor Fawr, dit "Deiniol Gwyn" en gallois, fut abbé-fondateur et évêque de Bangor sur le Menai (Bangor Fawr). Il est mort en 584.
- Daniel le Jeune de Bangor fut abbé de Bangor (Pays de Galles) au moment où le roi Ethelfrith de Northumbrie massacrait les moines et leur monastère, vers 616. Il décède en 621.